# Antisionisme juif

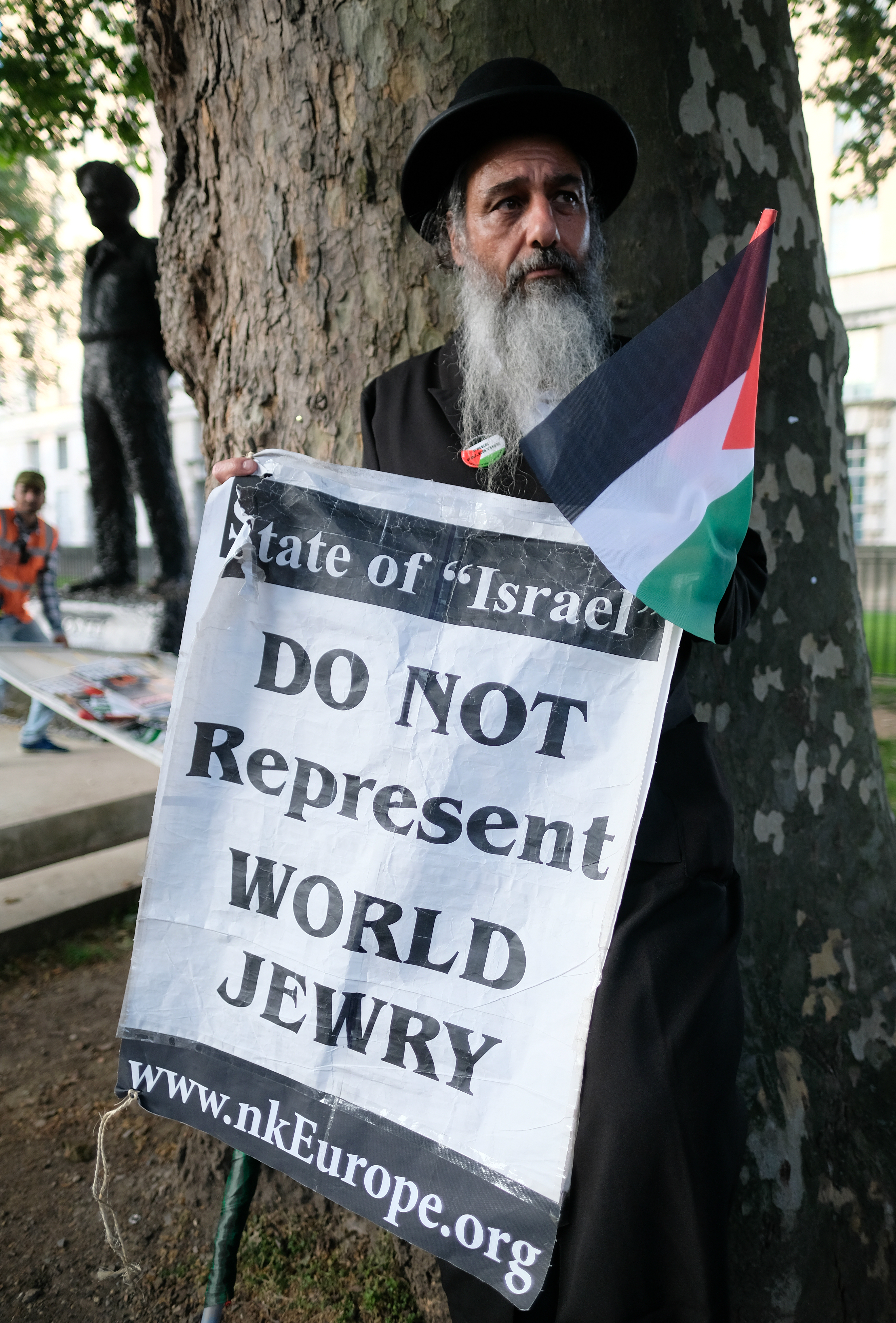
Homme juif à Londres avec le drapeau palestinien, le panneau du mouvement Neturei Karta indique "L'État d'Israël NE représente PAS LES JUIFS DU MONDE".

L'antisionisme juif est aussi vieux que le sionisme lui-même et a bénéficié d'un large soutien au sein de la communauté juive jusqu'à la Seconde Guerre mondiale. La communauté juive n'est pas un groupe monolithique unique et les réponses varient selon les groupes juifs. L’une des principales divisions est celle entre les juifs laïcs et les juifs religieux. Les raisons de l'opposition laïque au mouvement sioniste sont très différentes de celles des Juifs Haredi. L’opposition à un État juif a évolué au fil du temps et a adopté un large éventail de positions religieuses, éthiques et politiques.
La légitimité des opinions antisionistes a été contestée jusqu'à nos jours, y compris récemment par l'émergence d'une sémantique controversée reliant antisionisme et antisémitisme.

## Histoire
Il existe une longue tradition d’antisionisme juif qui s’oppose au projet sioniste depuis ses origines.

### Antisionisme religieux
Certains courants religieux orthodoxes se sont opposés dès la fin du XIXe siècle à la création d'un Etat national juif sur la terre d'Israël pour des raisons religieuses, l'avènement sur Terre du royaume d'Israël ne pouvant se faire à leurs yeux qu'avec l'avènement du Messie. Gershom Scholem l'explique dans son livre de souvenirs (De Berlin à Jérusalem : souvenirs de jeunesse (traduction Sabine Bollack), Éditions Albin Michel, 1984).
Certains penseurs et religieux émettent encore de nos jours une opinion similaire : 
« La Promesse de la Terre, selon les rabbins, doit s’accomplir par le Messie, miraculeusement et surnaturellement, sans armes et sans guerre, avec l’accord de toutes les nations intéressées » - Emmanuel LEVYNE Revue TSEDEK nov. 68.

### Antisionisme laïc
Les bundistes, les autonomistes, le judaïsme réformé et l'Agoudat Israël considéraient la logique et les ambitions territoriales du sionisme comme erronées.
Yevsektsiya, la section juive du Parti communiste de l'Union soviétique, a pris pour cible le mouvement sioniste et a réussi à fermer ses bureaux et à interdire la littérature sioniste. Cependant, les responsables soviétiques eux-mêmes désapprouvaient souvent son zèle antisioniste.
Les Juifs italiens partisans du Fascisme (qui n'est à la base pas antisémite) étaient fortement antisionistes car ils adhéraient pleinement au nationalisme italien et ne juraient allégeance qu'à l'Italie. Ils ne se considéraient pas comme une ethnie à part mais comme des Italiens ethniques de religion juive.

### Après la Seconde Guerre mondiale et la création d'Israël
En mai 1942, avant la révélation complète de l'Holocauste, le programme Biltmore (en), qui énonce la position sioniste officielle concernant le but du mouvement sioniste, a proclamé une rupture fondamentale avec la politique sioniste traditionnelle d'une « patrie »  avec son exigence « que la Palestine soit établie en tant que Commonwealth juif ». L'opposition à la position ferme et sans équivoque du sionisme officiel a poussé certains sionistes éminents partisans du binationalisme en Palestine, Judah Leon Magnes, Martin Buber, Ernst Simon et Henrietta Szold, à créer leur propre parti, Ihud (en) (Unification), qui prônait une fédération arabo-juive en Palestine. L’opposition au programme Biltmore a également conduit à la création du American Council for Judaism (en), Conseil américain pour le judaïsme, initialement antiosioniste.

### En France
Dans la France contemporaine, l’antisionisme juif est un positionnement porté par l’UJFP et le collectif Tsedek!

## Opposition
Les antisionistes juifs sont critiqués par les sionistes qui les accusent notamment d'avoir intériorisé l'antisémitisme. Cette critique commune est largement considérée comme abusive par nombre d'intellectuels juifs.

## Voir également
- Neturei Karta
- Le Bund : Union générale des travailleurs juifs
- Sionisme libertaire
- Anarchisme juif